# Jamno (Koszalin)
Jamno (do 1945 niem. Jamund) – część miasta Koszalina, w jego północnej części. Położona ok. 1,3 km od brzegu jeziora Jamno, na Wybrzeżu Słowińskim. 
Teren Jamna znajduje się w obszarze chronionego krajobrazu Koszalińskiego Pasa Nadmorskiego.

## Nazwa
Nazwa wsi Jamno ma swoje korzenie w nazewnictwie słowiańskim. Zapewne pochodzi ona od słowa jama (według Lubinusa). W czasach pruskich nazwa ta była zapisywana jako Jamene, Jamele, Jament, Jamen. Nazwę wsi Jamno wprowadzono urzędowo w 1947 roku, zastępując poprzednią niemiecką nazwę wsi – Jamund.

## Historia
Najstarsza pisana wzmianka o wsi pochodzi z 1224. W roku 1248, razem ze wschodnią częścią ziemi kołobrzeskiej (z tytułu darowizny Barnima I - księcia szczecińskiego - dla biskupa Wilhelma) Jamno wraz z innymi osadami stało się częścią biskupstwa kamieńskiego. Wieś Jamno ze względu na swoje położenie - od strony północnej Bałtyk, a dookoła tereny bagienne i rzeki - przez większą część roku była odcięta od świata. Kolejny zapis pochodzi z 1278, kiedy to klasztor cysterek z Koszalina otrzymał patronat nad kościołem w Jamnie. W 1331 biskup Friedrich von Eickstedt podarował wieś radzie miejskiej w Koszalinie. Pierwszą utwardzoną drogę poprowadzono do Koszalina w 1899 roku.
Jamno wraz z Łabuszem zostały przyłączone jako części miasta do Koszalina 1 stycznia 2010. Wcześniej miała status wsi, będącej siedzibą sołectwa w gminie Będzino. 
Koszalin utworzył jednostkę pomocniczą miasta – osiedle "Jamno-Łabusz", które obejmuje części miasta: Jamno i Łabusz. Organem uchwałodawczym osiedla jest rada osiedla, która liczy 15 członków. Organem wykonawczym jest zarząd osiedla składający się z 3 osób (przewodniczącego, wiceprzewodniczącego, sekretarza).

## Komunikacja

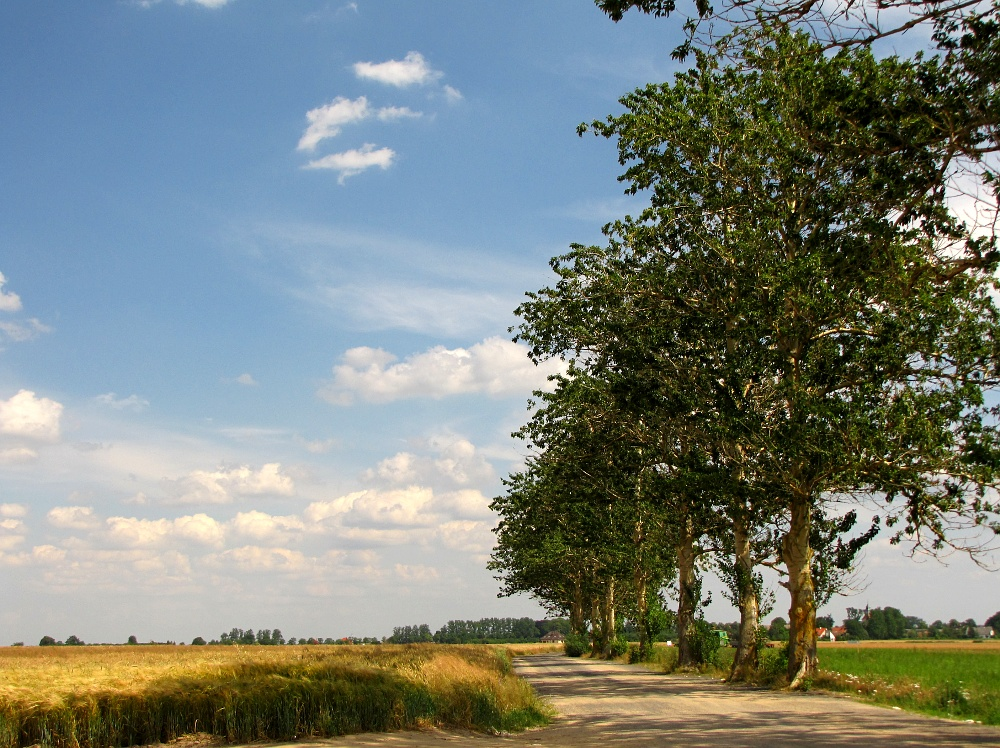
Droga dojazdowa do przeprawy Koszałkiem

Połączenie z centrum Koszalina umożliwiają autobusy komunikacji miejskiej (linia nr 1).

## Kultura i religia
W Jamnie działa Jamneńskie Stowarzyszenie Społeczno Kulturalne.
W Jamnie znajduje się kościół Matki Boskiej Różańcowej.

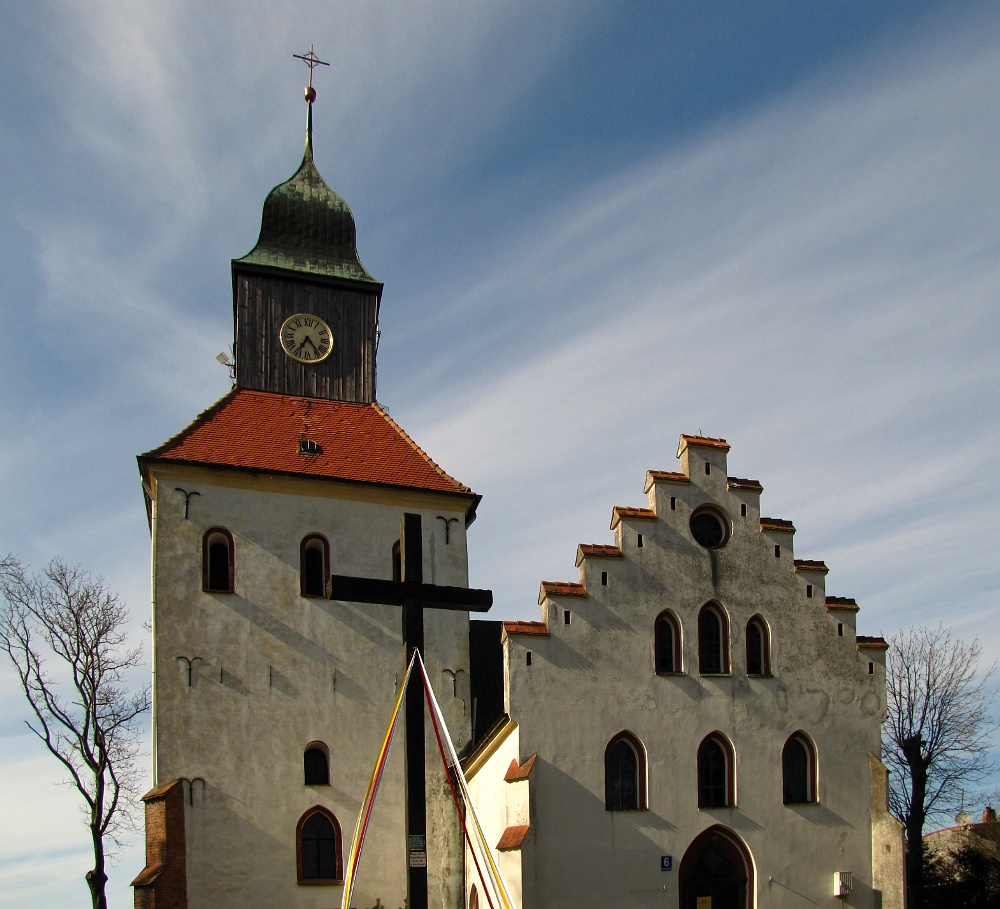
Kościół pw. Matki Bożej Różańcowej